# نابودگر (فیلم ۱۹۸۸)
نابودگر (انگلیسی: Destroyer) فیلمی در ژانر ترسناک و اکشن است که در سال ۱۹۸۸ منتشر شد. از بازیگران آن می‌توان به دبورا فورمن و آنتونی پرکینز اشاره کرد.